# Knudsen-Zahl
Die Knudsen-Zahl {\displaystyle {\mathit {Kn}}} (nach dem dänischen Naturwissenschaftler Martin Knudsen) ist eine dimensionslose Kennzahl zur Abschätzung des Strömungsverhaltens einer Gasströmung. Sie zeigt das Verhältnis der mittleren freien Weglänge {\displaystyle \lambda } der Gasmoleküle zu einer charakteristischen Länge {\displaystyle l} des Strömungsfeldes (z. B. Durchmesser eines durchströmten Rohres). Sie zeigt, ob die Bewegung eines Fluids als Kontinuum strömungsmechanisch oder als Bewegung der einzelnen Teilchen beschrieben werden kann.
{\displaystyle {\mathit {Kn}}={\frac {\lambda }{l}}}
Für ein ideales Gas, das der Maxwell-Boltzmann-Verteilung genügt, gilt
{\displaystyle {\mathit {Kn}}={\frac {k_{\mathrm {B} }\cdot T}{{\sqrt {2}}\cdot \pi \cdot \sigma ^{2}\cdot p\cdot l}}}
mit
- {\displaystyle l} : charakteristische Länge der Strömung
- {\displaystyle k_{\mathrm {B} }} : Boltzmann-Konstante (1,38·10−23 J · K−1)
- {\displaystyle T} : Temperatur (in K)
- {\displaystyle \sigma } : Durchmesser der Moleküle
- {\displaystyle p} : absoluter Druck

Für {\displaystyle {\mathit {Kn}}\gg 1} gelten die kinetischen Gesetze der Gastheorie stark verdünnter Medien (nahe am Vakuum), während für {\displaystyle {\mathit {Kn}}\ll 1} die Gesetze der Gasdynamik kontinuierlicher Medien gelten.
| 10   | {\displaystyle \leq } | {\displaystyle {\mathit {Kn}}} |                       |      | freie Molekularströmung (Knudsen-Gas)                               |
| 0,1  | {\displaystyle \leq } | {\displaystyle {\mathit {Kn}}} | {\displaystyle \leq } | 10   | Übergangs- oder Knudsenströmung ({\displaystyle \lambda \approx l}) |
| 0,01 | {\displaystyle \leq } | {\displaystyle {\mathit {Kn}}} | {\displaystyle \leq } | 0,1  | Gleitströmung                                                       |
|      |                       | {\displaystyle {\mathit {Kn}}} | {\displaystyle \leq } | 0,01 | Kontinuumsströmung                                                  |

Die Knudsen-Zahl spielt auch bei der Wärmeleitung in Gasen eine wichtige Rolle. Für Dämmmaterialien beispielsweise, in denen Gase unter geringem Druck eingeschlossen sind, sollte die Knudsen-Zahl möglichst groß gewählt werden, um eine geringe Wärmeleitfähigkeit zu gewährleisten.